# José Abreu
José Dariel Abreu Correa (ur. 29 stycznia 1987) – kubański baseballista występujący na pozycji pierwszobazowego w Houston Astros.

## Przebieg kariery
Abreu karierę baseballisty rozpoczął w 2003 roku w zespole Cienfuegos z Serie Nacional de Béisbol. W 2009 wystąpił na mistrzostwach świata, na których zdobył srebrny medal. W sezonie 2010/2011 uzyskał średnią uderzeń 0,448, zdobył 37 home runów, zaliczył 98 RBI  i został wybrany najbardziej wartościowym zawodnikiem rozgrywek. W marcu 2013 był w składzie reprezentacji Kuby na turnieju World Baseball Classic, gdzie wystąpił w sześciu meczach (0,383, 3 HR, 9 RBI). W sierpniu 2013 uciekł z kraju by móc zostać uznanym przez Major League Baseball wolnym agentem.
W październiku 2013 podpisał sześcioletni kontrakt z Chicago White Sox wart 68 milionów dolarów. W MLB zadebiutował 31 marca 2014 w spotkaniu z Minnesota Twins, w którym zaliczył dwa uderzenia (w tym double'a). Pierwszego home runa w MLB zdobył 8 kwietnia 2014 w wygranym przez White Sox 15–3 meczu z Colorado Rockies. 25 kwietnia 2014 w spotkaniu z Tampa Bay Rays na U.S. Cellular Field przy stanie 5–6 w drugiej połowie dziewiątej zmiany zdobył zwycięskiego grand slama.
W lipcu 2014 po raz pierwszy otrzymał powołanie do Meczu Gwiazd. W tym samym roku został wybrany najlepszym debiutantem w American League i otrzymał nagrodę Silver Slugger Award. 9 września 2017 w meczu przeciwko San Francisco Giants został szóstym zawodnikiem w historii klubu, który zaliczył cycle.
W sezonie 2020 zanotował najlepszy w American League wskaźnik slugging percentage (0,617), Ponadto zaliczył najwięcej w lidze odbić (76), extra base hit (34) i wszystkich baz ogółem (146), dzięki czemu został wybrany najbardziej wartościowym zawodnikiem w American League.

## Nagrody i wyróżnienia
| Nagroda/wyróżnienie         | Lata             | Źródło       |
| MVP American League         | 2020             | [ 12 ]       |
| 3× All-Star                 | 2014, 2018, 2019 | [ 9 ] [ 10 ] |
| 2× Silver Slugger Award     | 2014, 2018       | [ 10 ]       |
| AL Rookie of the Year Award | 2014             | [ 10 ]       |